# Irene Llano
Irene Valentina Llano Vercelli (Santiago de Chile, Chile; 27 de mayo de 1962) es una cantante y actriz chilena.

## Biografía
Nació el 27 de mayo de 1962 en Santiago de Chile. Hija de Augusto Eduardo Llano Eck y de Iris María Vercelli Checada. Tiene una media hermana, Paulina Llano Tepano, nacida en Rapa Nui. 

## Carrera artística
Participó en el programa Tiempo de verano de TVN entre 1979-1980, como bailarina del grupo de baile Tamuré que integraban 9 chicas entre 15 y 18 años. Fue participante del programa Rojo VIP, que reunía a los más destacados cantantes de Chile en una competencia. 
En los años 1980 se dedicó a cantar temas en algunos programas televisivos y grabó un sencillo, «Promesa de amor», que fue el tema central de A la sombra del ángel. Además, fue invitada a cantar al programa Una vez más de Canal 13.
Se ha desempeñado como actriz en recreaciones de la versión local de Lo que callamos las mujeres de Chilevisión (2013-2016) y recreaciones de Directo al corazón del programa Bienvenidos de Canal 13 (2013-2015).

## Vida personal
El 9 de mayo de 2011, la madre de Llano, Iris María Vercelli Checada, falleció calcinada al inflamarse su vestimenta mientras calentaba sopa en la cocina de su domicilio. Vercelli, de ochenta y siete años, había sido operada del corazón dos semanas antes, por lo que era monitoreada por su hija Irene y una enfermera, las cuales, desafortunadamente, no se encontraban junto a ella cuando ocurrió el accidente. Su historia fue abordada en el programa Médium de TVN en 2012.

## Filmografía

### Películas
- Valparaíso (1994)
- El Pasillo (2020)

### Telenovelas
- Los títeres (Canal 13, 1984) - reportera.
- A la sombra del ángel (TVN, 1989) - Ella misma
- Fácil de amar (Canal 13, 1992) - Sandra
- Champaña (Canal 13, 1994) - Simone
- Santiago City (Mega, 1997) - Natalia Cuevas

### Series y unitarios de TV
- Historias de Eva (Chilevisión, 2006) - Adela
- Porky te amo (Mega, 2006)
- Índigo (Mega, 2007) - Sara
- Infieles (Chilevisión, 2007)
- Historias de Eva (Chilevisión, 2007) - Laura
- Maldito corazón (Chilevisión, 2013)
- Lo que callamos las mujeres, Chilevisión, 2013-2016) - varios personajes
- El Pasillo, 2020.

### Programas de TV
- Tiempo de Verano (TVN, 1979-1980) Integrante del grupo de baile Tamuré
- Rojo Vip El regreso (TVN, 2005) - Participante
- Médium (TVN, 2012) - Ella misma
- Buenos días a todos (TVN, 2012) - Ella misma
- Mi nombre es... VIP (Canal 13, 2012) - Ella misma imitando a Olivia Newton-John
- Bienvenidos (Directo al corazón) (Canal 13, 2012) - Mamá de Camila